# Мия Фароу
Мия Фароу (на английски: Mia Farrow, родена Мария де Лурд „Мия“ Вийе Фароу) е американска актриса, активистка и бивш модел.
Става известна с ролята си на Розмари във филма на Роман Полански „Бебето на Розмари“ (Rosemary's Baby, 1968 г.), както и с участието си в много от филмите на Уди Алън. Участията ѝ в над 50 филма ѝ носят награда „Златен глобус“, както иоще седем номинации за същия приз, три номинации за наградите на БАФТА и награда за най-добра актриса на Международния филмов фестивал в Сан Себастиан.
Фароу е известна с активната си дейност като посланик на добра воля на УНИЦЕФ и участието си в хуманитарни акции в Дарфур, Судан. През 2008 г. списание „Тайм“ я определя за една от най-влиятелните личности в света.
Има два брака – с певеца Франк Синатра (1966 – 1968) и с композитора Андре Превин (1970 – 1979).

## Ранни години
Мия Фароу е родена на 9 февруари 1945 г. в Лос Анджелис, в семейството на режисьора Джон Фароу и на актрисата от ирландски произход Морийн О’Съливан. Тя е третото дете и най-възрастната дъщеря на многодетното семейство и има шестима братя и сестри, повечето от които съще се занимават с изкуство. Израства в Бевърли Хилс, Калифорния. Бащата на Мия умира, когато тя е на 17 г.

## Кариера
Мия прави актьорския си дебют едва на двегодишна възраст с участието си в документален филм. В продължение на много години работи като модел, а през 60-те години започва да се снима в поддържащи роли в киното. През 1964 г. става популярна с участието си в сапунената опера „Пейтън Плейс“ (1964 – 1966), което прекратява по настояване на тогавашния си съпруг Франк Синатра.
Световна слава ѝ носи ролята на Розмари в психодрамите „Бебето на Розмари“ (Rosemary's Baby, 1968 г.), която жъне огромен успех сред публиката и критиците и до днес се счита за класика в хорър жанра. За тази роля получава награда „Златен глобус за изгряваща актриса“. Впоследствие участва заедно с Елизабет Тейлър и Робърт Мичъм в английския филм „Тайната церемония“ (Secret Ceremony, 1968 г.) и си партнира с Дъстин Хофман в мелодрамата „Джон и Мери“ (John and Mary, 1969 г.).
През 70-те Фароу играе в няколко класически пиеси в Лондон, включително „Мери Роуз“ на Дж. М. Бари, „Три сестри“ и „Иванов“ на Чехов. Тя става първата американска актриса, присъединила се към Кралската шекспирова трупа. Има и участия на Бродуей. През този период участва в няколко филма, включително трилъра „Зло не виждам“ (See No Evil, 1971 г.), „Доктор Попол“ (Docteur Popaul, 1972 г.) на френския режисьор Клод Шаброл и „Великият Гетсби“ (1974 г.), в който изпълнява ролята на Дейзи Бюканън. През 1978 г. играе в станалия култов филм на режисьора Робърт Олтман „Венчавка“ (A Wedding).
10-годишната ѝ̀ творческа и лична връзка с режисьора Уди Алън води до поврат в актьорската ѝ кариера и плодотворно сътрудничество между двамата през 80-те и в началото на 90-те години. Мия Фароу участва в почти всички филми на Алън през този период, включително изпълнява главните роли в „Зелиг“ (Zelig), „Дани Роуз от Бродуей“ (Broadway Danny Rose), „Пурпурната роза от Кайро“ (The Purple Rose of Cairo), „Хана и нейните сестри“ (Hannah and Her Sisters), „Радио дни“ (Radio Days) и „Алис“ (Alice). Фароу озвучава и главната роля в анимационния филм „Последният еднорог“ (The Last Unicorn, 1982 г.).
Фароу намалява филмовите си участия през 90-те години, посвещавайки се на отглеждането на по-малките си деца. През 2006 г. изпълнява ролята на г-жа Бейлок, бавачката на Сатаната, в римейка на „Поличбата“, за която получава широко признание от критиците, както и в първата част от трилогията на Люк Бесон „Артур и минимоите“. През 2014 г. Фароу се завръща с роля на Бродуей в пиесата „Любовни писма“.

## Други дейности
През 2000 г. Мия Фароу става посланик на добра воля на УНИЦЕФ, като се застъпва за защитата на човешките права в Африка, особена за правата на децата. Активно набира средства и работи за привличане на общественото внимание върху положението на децата в районите, засегнати от военни конфликти, както и за необходимостта от борба с полиемиелита в Африка.
Фароу активно се ангажира с конфликта в Дарфур, Судан, и неколкократно пътува до там, включително с филмов екип, подготвящ документалния филм Darfur: On Our Watch. През 2007 г. инициира кампанията „Олимпийска мечта за Дарфур“, която цели да промени политиката на Китай в подкрепа на суданското правителство, възползвайки се от подготовката на Олимпийските игри в Пекин през 2008 г. и фокуса на световното обществено и медийно внимание към тях. Актрисата подпомага създаването на архивите на Дарфур, документиращи културните традиции на местните племена, като записва над 40 часа песни, танци, детски приказки и разкази за геноцида на хора от бежанските лагери в района.
През 2009 г. Фароу озвучава документален филм, As We Forgive, посветен на оцелелите от геноцида в Руанда. Застъпва се и за правата на коренното население на Еквадор по повод съдебен процес срещу петролния гигант Шеврон. За хуманитарната си работа Мия Фароу получава няколко награди, както и място в класацията на списание „Тайм“ за една от най-влиятелните личности в света за 2008 г.

## Личен живот
Мия Фароу се омъжва за Франк Синатра на частна церемония в Лас Вегас на 19 юли 1966 г. По това време актрисата е на 21 години, а Синатра – на 51. Синатра настоява Фароу да се откаже от актьорската си кариера, с което тя първоначално се съгласява и го придружава, докато той се снима в няколко филма. Впоследствие актрисата се ангажира с роля в „Бебето на Розмари“, което води до разрив в отношенията със съпруга ѝ, и през 1968 г. двамата се развеждат. Остават приятели до смъртта на Синатра през 1998 г.
На 10 септември 1970 г. Мия Фароу се омъжва за диригента и композитор Андре Превин, от когото ражда три деца (близнаците Матю и Саша, и Флетчър). Двойката осиновява още три деца – новородените Ларк Сонг Превин и Съмър „Дейзи“ Сонг Превин от Виетнам и Сун-И Превин от Корея. Развеждат се пред 1979 г.
През същата година актрисата започва близо 10-годишната си връзка с филмовия режисьор Уди Алън, по време на която участва в 13 от неговите филми. Двамата никога не се женят, и дори не живеят заедно, а близо един до друг, в противоположните краища на Сентръл Парк в Манхатън. Въпреки това през 1991 г. Алън осиновява две от осиновените по-рано от Мия Фароу деца – Мойсей Фароу и Дилън Фароу. Двойката има едно дете – Ронан Фароу. Връзката на Мия Фароу и Уди Алън приключва през 1992 г. с шумен скандал, след като режисьорът започва сексуална връзка с осиновената дъщеря на Фароу Сун-И Превин.
Между 1992 и 1995 г. Фароу осиновява още пет деца.
Към февруари 2014 г. Мия Фароу има 12 живи деца (четири биологични и осем осиновени). Две от осиновените ѝ деца – Там и Ларк – са починали.

## Избрана филмография
- „Бебето на Розмари“ (1968)
- „Джон и Мери“ (1969)
- „Крилете на гълъба“ (1971)
- „Доктор Попол“ (1972)
- „Великият Гетсби“ (1974)
- „Сантиментално ваш“ (1974)
- „Сватба“ (1978)
- „Смърт край Нил“ (1978)
- „Ураганът“ (1979)
- „Секс комедия в лятна нощ“ (1982)
- „Последният еднорог“ (1982) (глас)
- „Зелиг“ (1983)
- „Бродуейският Дани Роуз“ (1984)
- „Пурпурната роза от Кайро“ (1985)
- „Хана и нейните сестри“ (1986)
- „Септември“ (1987)
- „Радио дни“ (1987)
- „Другата жена“ (1988)
- „Престъпления и прегрешения“ (1989)
- „Едипово разстройство“ (1989)
- „Алис“ (1990)
- „Сенки и мъгла“ (1991)
- „Съпрузи и съпруги“ (1992)
- „Животът продължава“ (1991)
- „Маями“ (1994)
- „Хълмът на убийците“ (1994)
- „Интимни части“ (1997)
- „Среднощно чудо“ (1998) (телвизионен филм)
- „Цел“ (2001)
- „Тайният живот на Зоуи“ (2002) (телевизионен филм)
- „Артур и минимоите“ (2006)
- „Поличбата 666“ / „The Omen: 666“ (2006) - Мисис Уила Бейлок
- „Старо гадже“ (2006)
- „Артур и отмъщението на Малтазар“ (2009)